# Улица Профессора Камая (Казань)
Улица Профессора Камая (тат. Профессор Камай урамы) — улица в Приволжском районе Казани.

## Название
Улица названа в 1971 году в честь Гильма Хайревича Камая (1901—1970) — советского учёного, первого профессора-химика из числа татар, ректора Казанского государственного университета (1935—1937).
Название улицы официально утверждено решением Казанского горисполкома от 11 мая 1971 года № 379, а также протоколом Совета Министров Татарской АССР от 20 июля 1971 года № 30 .

## Расположение
Улица Профессора Камая находится на территории жилого района Горки, пролегая с востока на запад и соединяя улицу Хусаина Мавлютова с улицами Карбышева и 1-й Калининградской. Она служит границей между 1-м и 5-м микрорайонами (Горки-1).

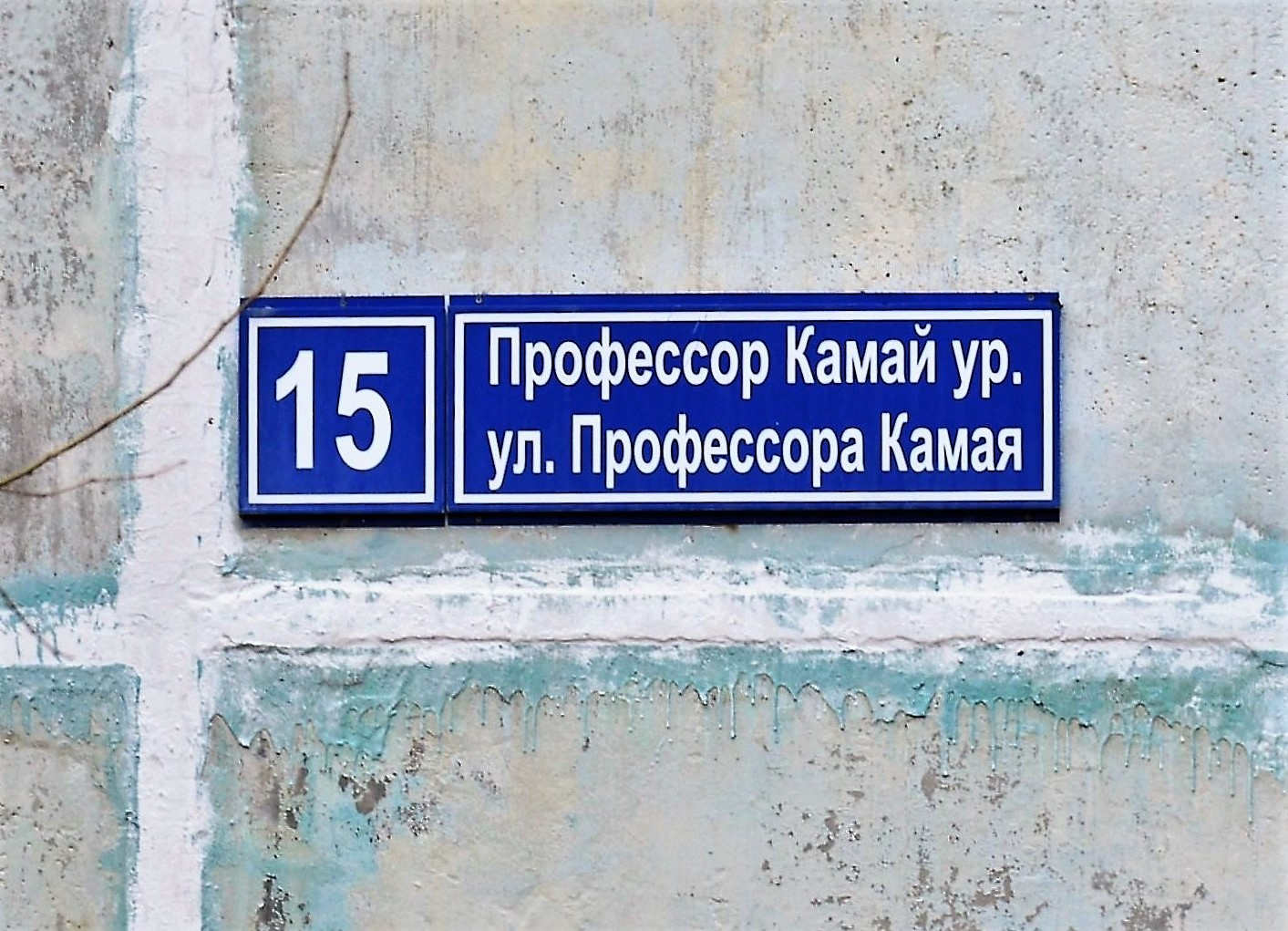
Табличка на доме: ул. Профессора Камая, 15 - пример нормативного написания названия улицы на татарском и русском языках (ноябрь 2018)

Длина улицы Профессора Камая составляет около 600 м.

## История
Улица Профессора Камая — одна из первых улиц жилого района Горки, возникшая в начале 1970-х годов. Её западная часть была проложена по северо-восточной окраине посёлка Горки (ныне — Старые Горки) перпендикулярно четырём параллельным друг другу поселковым улицам — 1-й, 2-й, 3-й и 4-й Калининградским. В результате располагавшиеся на северных участках этих улиц домовладения были отрезаны от посёлка и снесены, так как попали в зону многоэтажной застройки 1-го микрорайона (на их месте в настоящее время находятся следующие дома: ул. Карбышева, 25, 37, 39, 43, 47/1; ул. Профессора Камая, 3, 5, 9). По этой причине нумерация домов, сохранившихся на южных участках Калининградских улиц, начинается со второго или третьего десятка (за исключением не пострадавшей чётной стороны улицы 1-й Калининградской).
Согласно проекту застройки жилого района Горки, оставшиеся участки Калининградских улиц в перспективе планировалось снести, а на их месте построить стадион. Однако эти планы так и не были реализованы. Южная сторона улицы Профессора Камая долгие годы оставалась неосвоенной, за исключением того, что на перекрёстке с улицей Хусаина Мавлютова было возведено здание Казанского медицинского училища (ныне — колледж). На находившемся рядом пустыре в постсоветские годы возник автосервис. Лишь в 2013 году свободное пространство между медицинским колледжем и восточной окраиной Старых Горок стало застраиваться высотными зданиями жилого комплекса «Романтика».
Возведённые с северной стороны улицы Профессора Камая дома 1-го микрорайона — это типовые панельные пятиэтажные «хрущёвки» серии 1-467 и девятиэтажные высотки.
На этой же стороне улицы расположен один из первых продовольственных магазинов жилого района Горки, известный в народе как «еврейский магазин». Появление этого неофициального названия обусловлено тем, что его первым директором был Михаил Израилевич Куравский, еврей по национальности. Благодаря ему данный магазин отличался от других окрестных продмагов более богатым и качественным ассортиментом товаров, имевшихся в достаточном количестве. Так что слава «еврейского магазина» подразумевала двойной смысл: имелась в виду и национальность директора, и особое качество снабжения товарами. Михаил Куравский работал в этом магазине в 1970-е годы, позже эмигрировал в Израиль, где, как утверждают, прожил около двух лет и умер. Что касается «еврейского магазина», то он до настоящего времени сохраняет свой продовольственный профиль, работая под брендом сети «Пятёрочка».

## Городской общественный транспорт
По улице Профессора Камая ходят автобусы 74 маршрута (по состоянию на ноябрь 2018 года).

## Объекты, расположенные на улице
На улице Профессора Камая расположены следующие значимые объекты (перечислены в направлении с востока на запад):
- Казанский медицинский колледж (ул. Хусаина Мавлютова, 34);
- Магазин сети «Пятёрочка» («еврейский магазин») (ул. Профессора Камая, 1);
- Жилой комплекс «Романтика» (ул. Профессора Камая, 8, 8А, 10к1, 10к2, 10к3, 10к4).

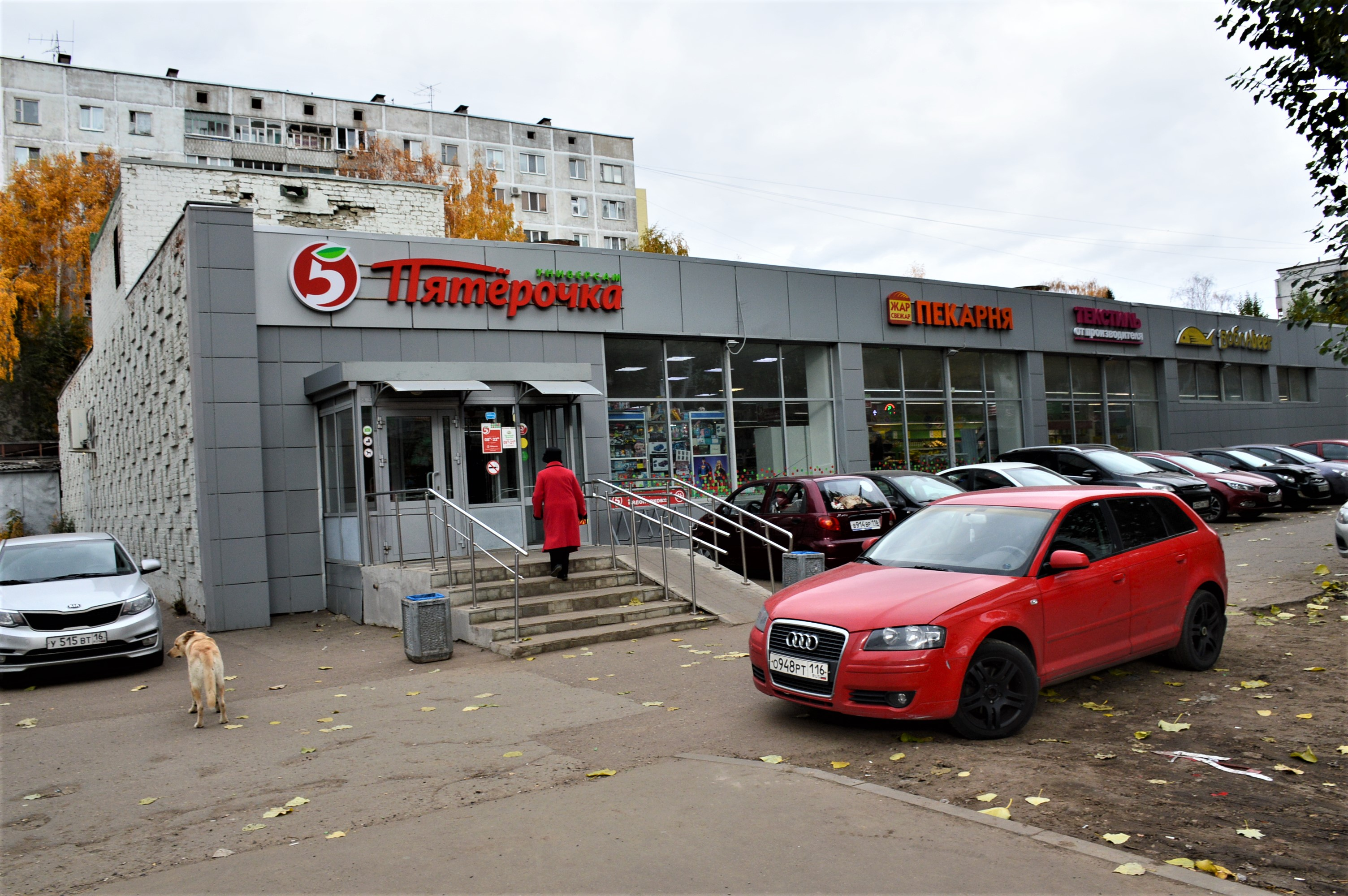
Так называемый «еврейский магазин»: ул. Профессора Камая, 1 (октябрь 2018)
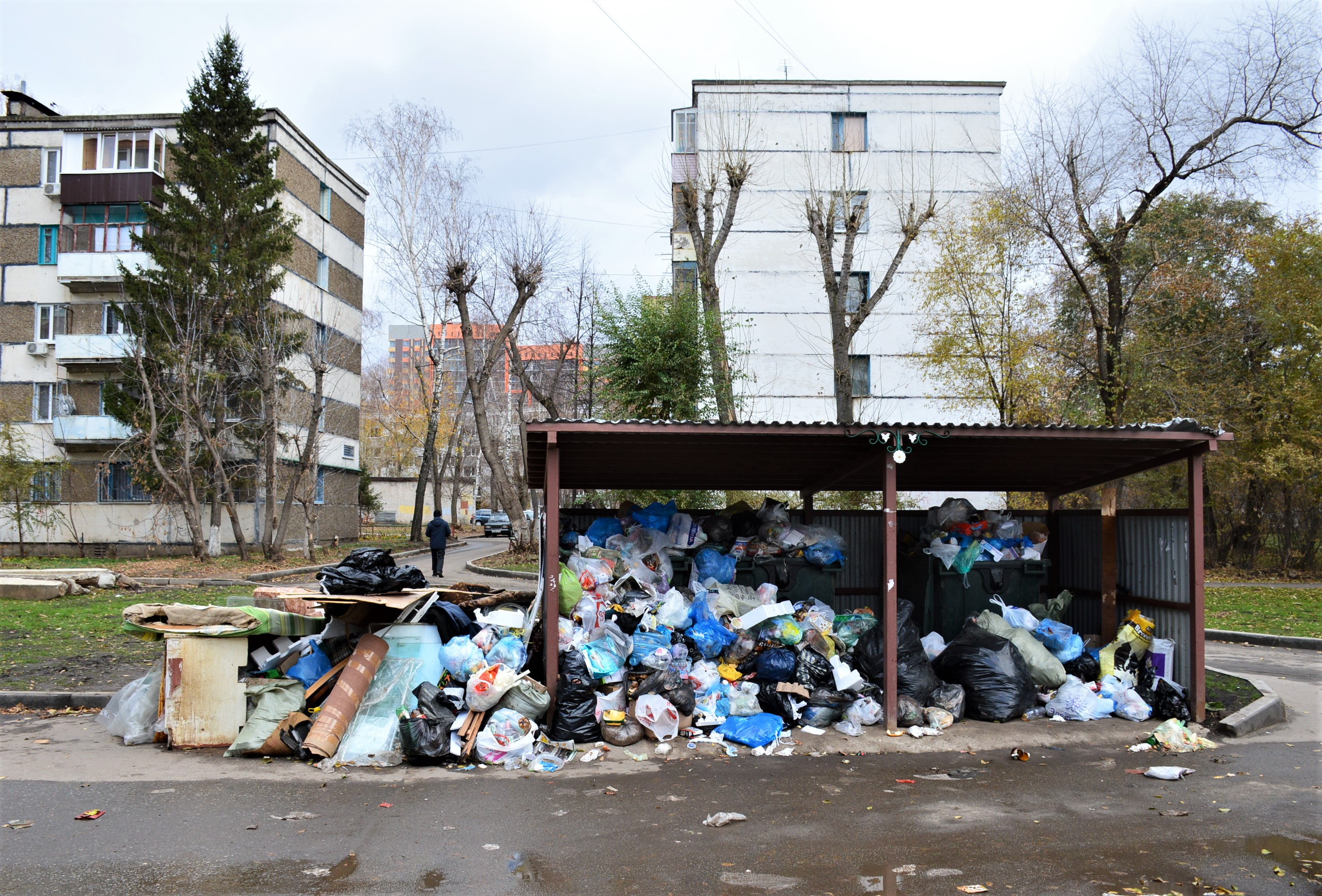
Неприглядная сторона 1-го микрорайона Горок: мусорная площадка у «еврейского магазина» (ноябрь 2018)
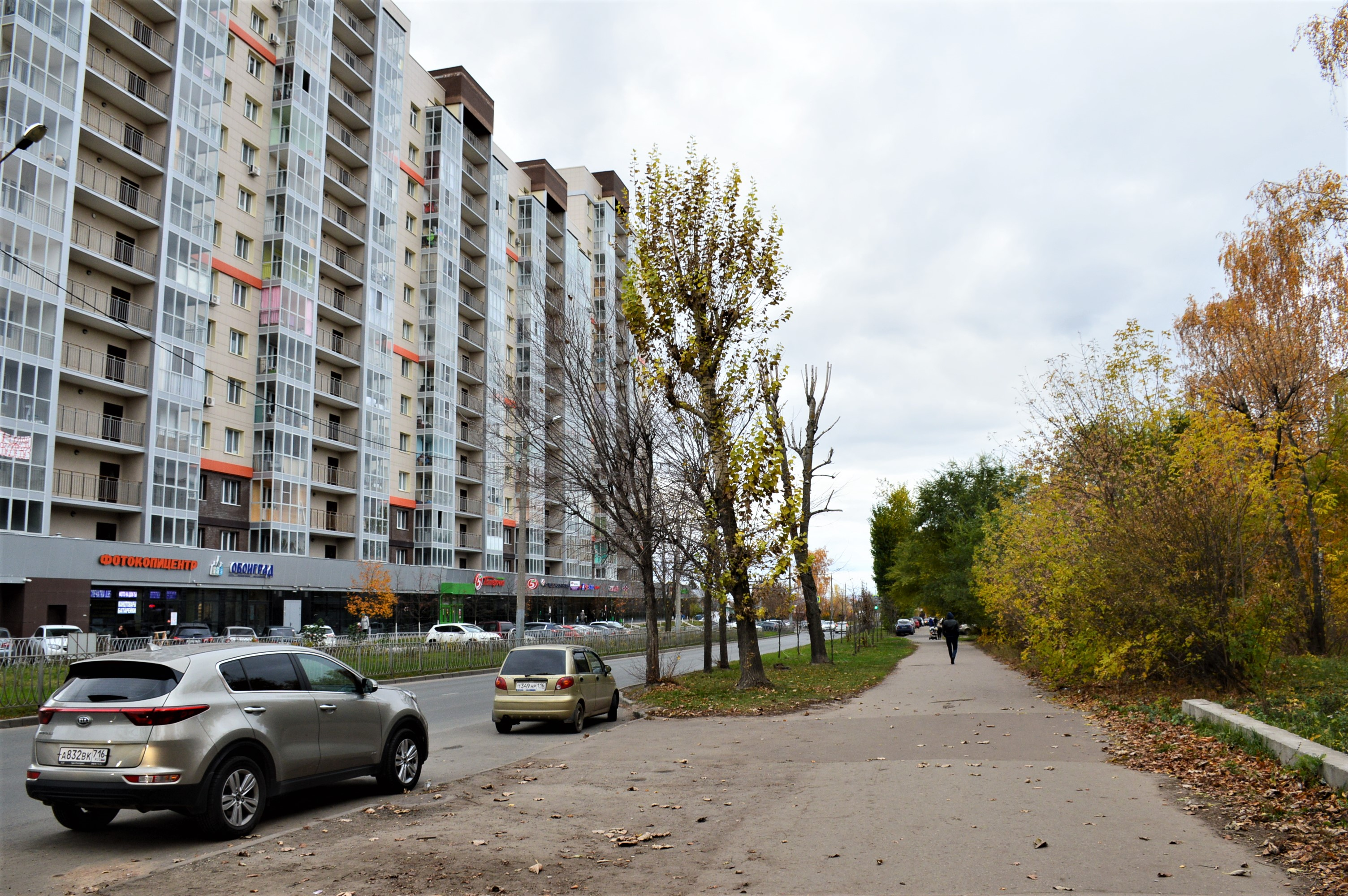
Вид на улицу Профессора Камая с восточной стороны (ноябрь 2018)
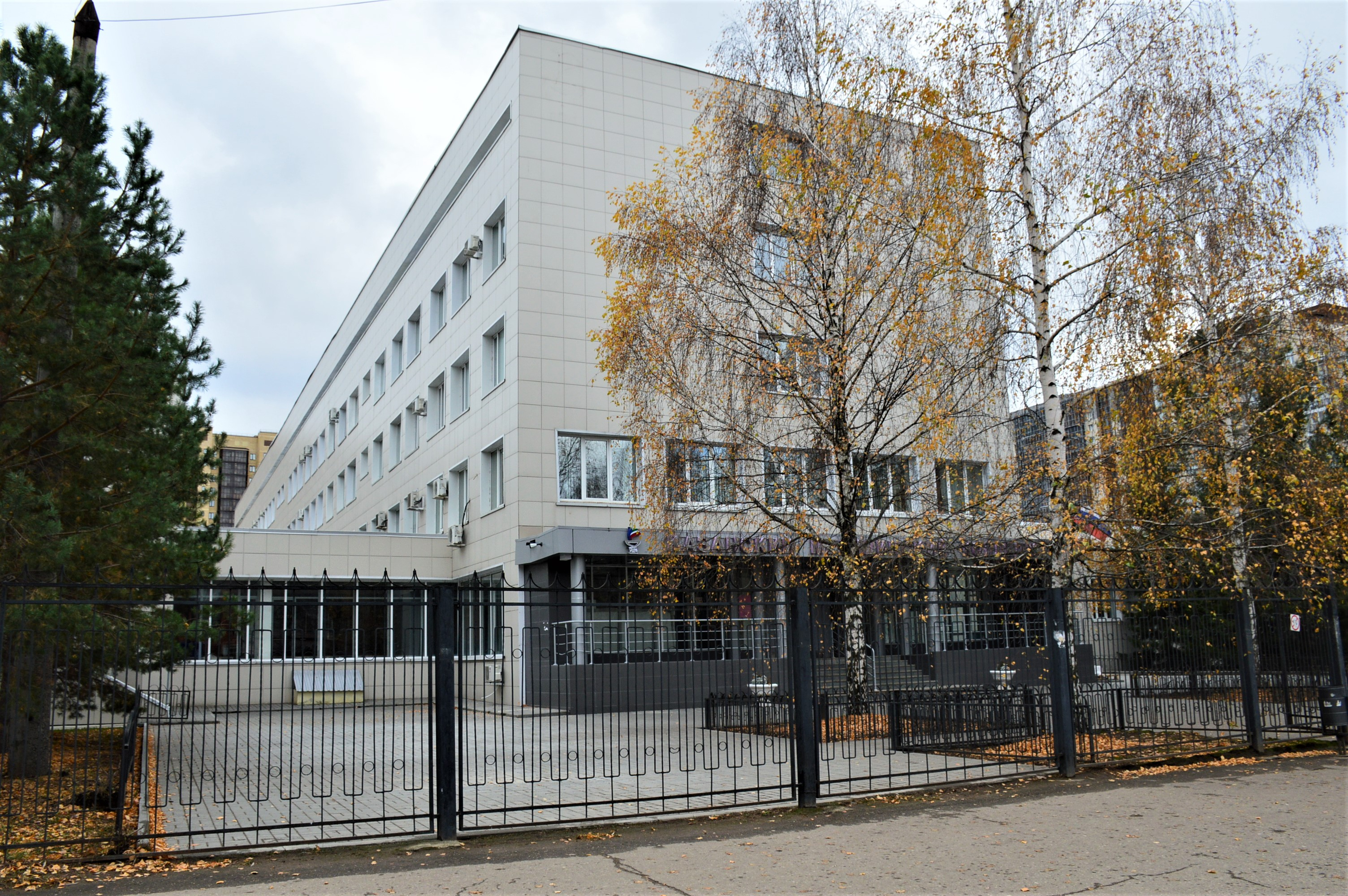
Казанский медицинский колледж: вид со стороны улицы Профессора Камая (ноябрь 2018)
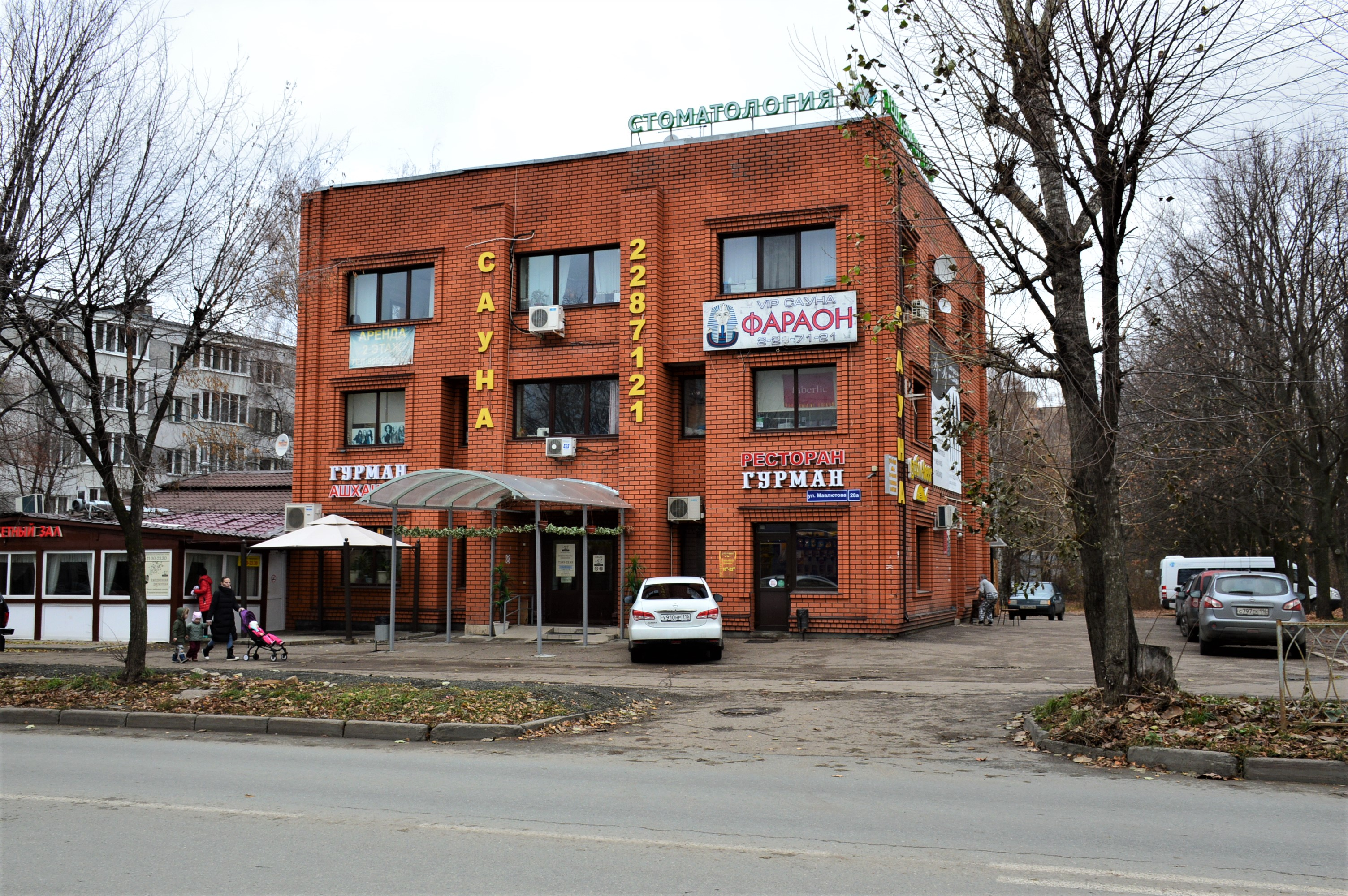
Здание на углу улиц Профессора Камая и Хусаина Мавлютова, возведённое методом точечной застройки (ноябрь 2018)